# ライアン・シークレスト
ライアン・シークレスト（Ryan Seacrest、1974年12月24日 - ）は、アメリカ合衆国の司会者、ディスクジョッキーである。ジョージア州ダンウッディ（アトランタ近郊）出身。
『アメリカン・アイドル』や『American Top 40』のホストとして知られている。『ピープル』誌の「50人の美しい人」に選ばれ、「ハリウッドの将来を担う20人の若き大物」の1人にも挙げられている。

## 来歴
幼い頃から「DJになる」という夢を持ち、1990年にアトランタのラジオ局WSTR/Star 94 FMでデビュー（当時まだ16歳であった）。その後ロサンゼルスに移り、KYSRでも活躍する。
2002年、FOXの公開オーディション番組『アメリカン・アイドル』のホストに選ばれる（イギリスの番組ポップアイドルのホストが2人だったことから番組開始当初はコメディアンのブライアン・ダンクルマン(Brian Dunkleman)との共同ホストであったが、シーズン2よりライアン1人になる）。
当時は駆け出しのタレントで「ゴールデンタイムの番組の司会という仕事は嬉しかった。たとえ視聴率が悪かったとしても。」と番組終了前の特別番組で語っている。
『アメリカン・アイドル』のホストが転機となり、以降テレビ・ラジオを問わず数多くの番組のホストとして活躍するようになる。2004年1月10日、人気カウントダウン番組、『American Top 40』のホストをケーシー・ケーサムから引継ぎ、3代目ホストとなる。同年にはロサンゼルスの人気FM局KIIS-FMで朝のワイド番組『On Air with Ryan Seacrest』がスタート、現在も同局を代表するDJの一人となっている。
2004年4月、ハリウッド・ウォーク・オブ・フェームに名前が彫られた。
2007年9月16日、第59回プライムタイム・エミー賞の司会を務めた。

## 金銭
2009年11月、経済誌フォーブス誌が「アメリカのテレビ界で最も稼いでいる男性」のランキングを発表し、2008年6月から2009年6月までの収入が3,800万ドル（日本円で約34億2,000万円）で3位にランクインした。
2010年7月23日付の『TV magazine』がTVスターたちのギャラをランキングで発表し、『アメリカン・アイドル』の1シーズンあたりの出演料が1500万ドル（日本円で約12億8000万円）でリアリティ番組部門の1位にランクインした。また、米TMZによれば、過去に『アメリカン・アイドル』の出演する際、3年間の出演で出演料4500万ドル（日本円で約38億円）という契約をしている。この金額は『アメリカン・アイドル』の中で過去最高の契約金である。

## 出演作品

### テレビ
- アメリカン・アイドル American Idol（ABC系列） - 司会。
- ホイール・オブ・フォーチュン 2024秋初回放送からホストを務めパット・セイジャックから引き継ぐ
- E! News - エンターテインメント情報専門チャンネル｢E!｣で放送。アカデミー賞などのレッドカーペット特番も手がける。
- Dick Clark's New Year's Rockin' Eve - ABC系列で毎年大晦日に放送される年越し特番。ディック・クラークの名を冠してはいるが、2005年以降、司会としての実務はほとんどライアン・シークレストが行っている。
- ザ・シンプソンズ - 本人役でゲスト出演。
- ロンドンオリンピック (2012年) - 開催期間中、ロンドンに滞在。NBC系列による北米向けテレビ中継において、オリンピック出場選手や関係者へのインタビューを行ったり、FacebookやTwitterで最も話題になっている選手などについてレポートした。

### ラジオ
- On Air with Ryan Seacrest (一部iTunesのPodcastで聴取可能)

元々はロサンゼルスKIIS-FMのみの放送であったが、2008年よりプレミア・ラジオ・ネットワーク社を通じて全米の主要FM局にシンジケートされている。
- American Top 40 (日本ではInterFMやZIP-FMで放送)
- The Entertainment Edge (イギリスで放送)

### 映画
- 無ケーカクの命中男/ノックトアップ Knocked Up (2007) 本人役（クレジット無し）
- ゲット スマート Get Smart (2008) 本人役
- シュレック フォーエバー Shrek Forever After (2010) 声の出演
- ニューイヤーズ・イヴ New Year's Eve (2011) 本人役
- 私の人生、代役に頼んでみた The Stand In (2020) 本人役

### ミュージックビデオ
- ｢A Publc Affair｣ (ジェシカ・シンプソン)
- ｢Dance Like There's No Tomorrow｣ (ポーラ・アブドゥル and ランディ・ジャクソン)

## 参照
1. ↑  https://www.cinematoday.jp/news/N0020725
2. ↑  http://jp.reuters.com/article/entertainmentNews/idJPJAPAN-12413220091111